# Vernís del desert

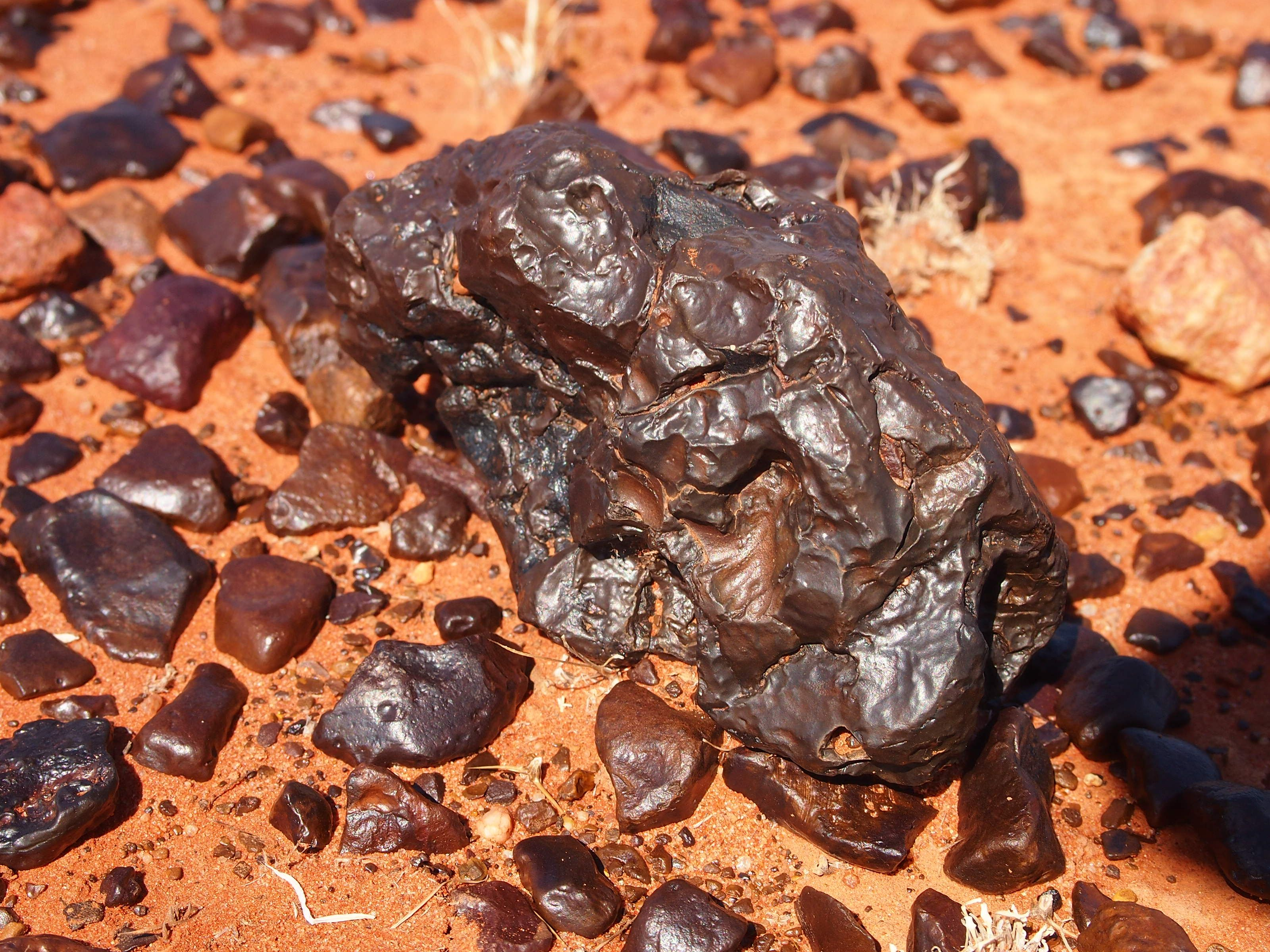
Vernís del desert al gibber, Central Austràlia

El vernís del desert o vernís de la roca és una capa de color groc-taronja a negra que es troba en superfícies de roques exposades en ambients amb aridesa. El vernís desèrtic normalment té un gruix micromètric. Menys sovint se'n diu pàtina del desert.
El vernís del desert es forma només en roques físicament estables que no estan ja subjectes a precipitació meteorològica frequent, fracturació o abrasió eòlica. Aquest vernís està principalment compost per partícules d'argila junt amb òxids de ferro i manganès, dipositats al llarg dels eons per l'acció de bacteris residents. Aquests bacteris es protegeixen de la radiació ultravioleta amb partícules argiloses. Aquest procés es fa molt a poc a poc i tal vernís pot trigar deu mil anys a formar-se.